# Evolution des Denkens
Die Evolution des Denkens oder im weiteren Sinn Evolution der Kognition beschreibt einen Weg des Denkens von den Vorfahren der heutigen Menschenaffen über die Frühmenschen zum Menschen.
Das Thema wurde bereits von Charles Darwin 1871 behandelt. Er betont die graduellen, nicht prinzipiellen Unterschiede zwischen den intellektuellen Fähigkeiten von Mensch und Tier. Heute ist unbestritten, dass das Denken einen evolutionären, von verschiedenen Disziplinen erforschbaren Ursprung hat. Die Evolution des Denkens verläuft nach Michael Tomasello über weitgehend individualistisches, konkurrenzbestimmtes Denken bei den Menschenaffen zu ausgeprägt kooperativen Denkformen beim Menschen. Die Theorie des sozialen Gehirns weist auf einen Zusammenhang der Gehirngröße und maximalen Gruppengröße sozial lebender Arten. Die mit der Gruppengröße wachsenden sozialen Anforderungen treiben das Gehirnwachstum an.
Neben Erkenntnissen zur kognitiven Evolution des Menschen werden zunehmend neue Erkenntnisse über evolutionär entstandene Denkfähigkeiten bei Tieren gewonnen. Vögel zeichnen sich durch eine von anderen Wirbeltieren unterschiedliche Gehirnarchitektur aus. Insbesondere ihr Vorderhirn mit höherwertigen Funktionen ist bei ihnen konvergent, also unabhängig evolviert. Obwohl sie keinen Neocortex besitzen, entwickelten sie mit einer alternativen Struktur des Vorderhirns früher nicht für möglich gehaltene, hoch entwickelte kognitive Fähigkeiten. Dazu gehören vielfältiger Werkzeuggebrauch, kausale und analoge Gedankengänge, Selbsterkennung und andere Fähigkeiten. Das gilt vor allem für Rabenvögel, Tauben und Papageienvögel. Die in der Klasse der Insekten spät evolvierten eusozialen Bienen sind zu individuellem Denken befähigt, wie vor allem Randolf Menzel analysierte. Ihr großer Pilzkörper, ein analoges Teil zum Neocortex der Wirbeltiere, ist involviert in das Farbgedächtnis, Duftkarte, Lernen zweiter Ordnung, kontextuelles Lernen und symbolisches Lernen mit einem „quasi-episodischen“ Gedächtnis. Oktopusse zeigen ebenfalls eine im Vergleich zu den Wirbeltieren konvergente Gehirnentwicklung mit ähnlichen Strukturen, die für das Lernen fundamental sind. Ihre mentalen Fähigkeiten sind mit denen vieler Säugetiere vergleichbar.

## Wissenschaftsgeschichtlicher Hintergrund

### Überlegungen Darwins zur Herkunft des Denkens
Charles Darwin äußert sich in seinem Buch Die Abstammung des Menschen und die geschlechtliche Zuchtwahl (1871) ausführlich zur evolutionären Herkunft der geistigen Fähigkeiten des Menschen und der Tiere. Er sagt darin, wir könnten keine Überzeugung davon haben, dass sich unsere hohen geistigen Fähigkeiten stufenweise entwickelt hätten, wenn unsere geistigen Kräfte grundverschieden von denen der Tiere wären. Er sieht in den geistigen Fähigkeiten „kein(en) fundamentalen Unterschied zwischen den Menschen und den höheren Säugetieren“. Im Folgenden bespricht er eine Vielzahl von Beispielen aus der Tierwelt. Im Einzelnen geht er ein auf Aufmerksamkeit, Gedächtnis, Phantasie und Verstand. Im Weiteren nimmt er auch zu Nachahmung, Vergleichung und Wahl Stellung und betont ihre verschiedensten Abstufungen. Er führt an, dass wir aus den Begleiterscheinungen einer Handlung darauf schließen können, ob sie aus dem Instinkt, aus dem Verstand oder aus einer bloßen Ideenassoziation hervorgeht. Kritischen Ansichten seiner Zeitgenossen zur Evolution des Denkens begegnet er einzeln. Dazu gehören die Anschauung, dass kein Tier die Fähigkeit zur Abstraktion besäße, allgemeine Begriffe bilden könne, Selbstbewusstsein habe, Werkzeuge benutze oder über Sprache verfüge. Alle diese Ansichten entkräftet Darwin. Er schließt mit der Bemerkung: Wenn die genannten Fähigkeiten, die er bei den Tieren sehr unterschiedlich ausgeprägt sieht, einer Ausbildung (Evolution) fähig sind, dann sei es nicht unwahrscheinlich, dass die kompliziertesten Fähigkeiten wie Abstraktion und Selbstbewusstsein und andere sich aus den einfacheren entwickelt haben. Auf die Frage, warum der Intellekt des Affen nicht so weit entwickelt ist wie beim Menschen, antwortet er, dass es lediglich die Unwissenheit über die aufeinanderfolgenden Entwicklungsstufen sei, die verhindere, exaktere Antworten hierzu geben zu können. Zusammengefasst ist es Darwins Absicht, die Unterschiede der intellektuellen Fähigkeiten zwischen Mensch und Tier als graduell und nicht prinzipiell darzulegen.

### Wissenschaftliche Standpunkte zu Beginn des 21. Jahrhunderts
Nach Darwin beginnen gegen Ende des 19. Jahrhunderts Psychologen Konzepte zu entwickeln, dass der Mensch nicht nur hinsichtlich seiner körperlichen Form, sondern auch im Hinblick auf sein Verhalten und seine Kultur ein Produkt seiner evolutionären Vergangenheit ist. Der Behaviorismus unterbricht neben anderen Konzepten diese Denkrichtung bis zur Mitte des 20. Jahrhunderts. Danach konnte der Geist kein Gegenstand wissenschaftlicher Diskussion sein, da er nicht unmittelbar beobachtet werden konnte. Die Archäologie war lange diesem Grundsatz verhaftet und schloss viele Fragen zur Erforschung der Evolution des Menschen aus, etwa Gefühle und Absichten.
Zu Beginn des 21. Jahrhunderts existieren kaum noch Zweifel daran, dass der Mensch nicht nur in seinem Handeln und seiner kulturellen Einbettung, sondern auch in seinem Denken ein legitimes Forschungsinteresse für Anthropologen, Biologen und Psychologen ist, die heute überwiegend von der Überzeugung geleitet sind, dass sich neben unseren kulturellen Leistungen auch unsere geistigen Fähigkeiten auf der Grundlage unserer Phylogenese erklären lassen. Im Mittelpunkt stehen dabei zwei zentrale evolutionsbezogene Thesen. Erstens: Evolution durch natürliche Selektion und Adaptation ist der einzige bekannte natürliche Prozess, der eine komplexe Struktur wie den menschlichen Geist hervorbringen kann. Die Merkmale des Denkens, die wir heute besitzen, sind adaptiv, weil sie für unsere Vorfahren im natürlichen Ausleseprozess vorteilhaft waren (Evolutionäre Erkenntnistheorie). Zweitens: Evolution ist langfristig. Unser Geist ist daher durch die Herausforderungen geformt, denen der Mensch in seiner natürlichen Umgebung ausgesetzt war. Während der größten evolutionären Zeitstrecke waren unsere homininen Vorfahren Jäger und Sammler. In der zweiten Hälfte des 20. Jahrhunderts wurden die Einbeziehung der menschlichen Kultur und der Kooperationsgedanke zunehmend zu wichtigen Säulen bei der Erforschung der Evolution des menschlichen Verhaltens. Der Rahmen der Synthetischen Evolutionstheorie, die lange auf das Survival of the Fittest begrenzt war, wurde dadurch erweitert.

## Vormenschliche, frühmenschliche und menschliche Denkentwicklung

### Verhältnis der Entwicklung moderner Gehirnstruktur zur menschlichen Entwicklung
Die Frontallappen der Gehirne früher Homo aus Afrika und einer Fundstelle in Georgien zeigten, laut einer Studie, bis vor etwa 1,5 Millionen Jahren eine Großaffen-ähnliche Struktur auf. Die Homo-Linie evolvierte also nicht nur (~2,5 Mya), sondern breitete sich auch erstmals außerhalb Afrikas aus und entwickelte den aufrechten Gang, bevor die entsprechende Reorganisation des Gehirns stattfand.

### Genetische Faktoren
NOVA1
Hirnorganoide, in die die archaische Genvariante NOVA1 – die bei Neandertalern und Denisovanern vorkommt – mittels CRISPR-Cas9 wieder eingesetzt wurde, zeigen, dass sie einen großen Einfluss auf die Hirnentwicklung hat. Solchen genetischen Mutationen während der Evolution des menschlichen Gehirns lägen Eigenschaften zugrunde, die den modernen Menschen von ausgestorbenen Homo-Arten unterscheiden. Forschungen brachten zum Vorschein, dass die Genexpression des archaischen NOVA1 in den Organoiden zu „modifizierten synaptischen Proteininteraktionen führt, die glutamaterge Signalübertragung beeinflusst, Unterschieden in der neuronalen Konnektivität zugrunde liegt und eine höhere Heterogenität der Neuronen hinsichtlich ihrer elektrophysiologischen Profile fördert“. In einer späteren Studie konnten die Unterschiede in der Morphologie der Organoide zwischen dem modernen Menschen und der archaischen NOVA1-Variante nicht repliziert werden, was möglicherweise auf vermutete unerwünschte Nebenwirkungen des CRISPR-Editings in der ursprünglichen Studie zurückzuführen ist.
ZEB2
Eine Studie mit Organoiden zeigt auf, dass Gene – oder Genexpression – insbesondere ZEB2, für eine verzögerte Formveränderung der frühen Gehirnzellen das – im Vergleich zu anderen Affen – relativ große menschliche Vorderhirn verursachen.

### Hypothese der Intentionalitätsentwicklung

#### Das Konzept der geteilten Intentionalität von Tomasello
Der Anthropologe und Verhaltensforscher Michael Tomasello stellt die Evolution des Denkens als Weg von den nicht menschlichen Menschenaffen über die Frühmenschen zum heutigen Menschen dar. Dabei werden drei Stufen der Evolution des Denkens unterschieden: Individuelle Intentionalität bei den Menschenaffen sowie unter dem Überbegriff geteilte Intentionalität die beiden Formen gemeinsame Intentionalität bei den Frühmenschen und kollektive Intentionalität beim modernen Menschen. Intentionalität bedeutet die selbstregulierende, kognitive Art und Weise des Umgangs mit Dingen. Zusammenfassend lässt sich nach Tomasello sagen: Der moderne Mensch denkt mittels geteilter Intentionalität, um zu kooperieren, während sich Menschenaffen größtenteils individualistisch verhalten. Hierbei ist die seines Erachtens auf dem Weg über symbolische Zeigegesten entstandene Sprache der Schlussstein der menschlichen Kognition und des Denkens und nicht ihr Fundament.

#### Individuelle Intentionalität der Menschenaffen

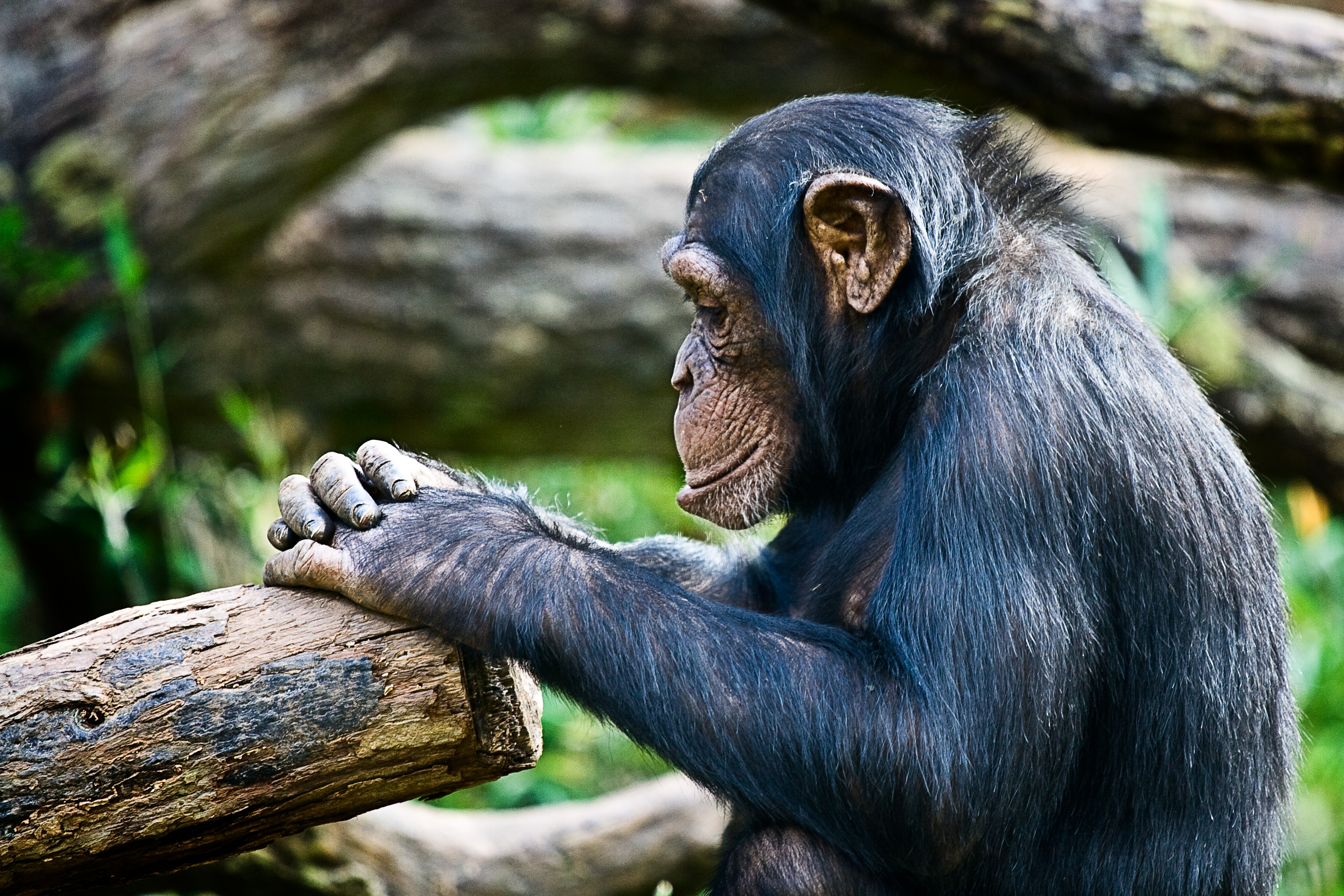
Schimpansen können denken.

Menschenaffen können aus dieser Sicht denken, und zwar in Form individueller Intentionalität. Sie verfügen über drei Schlüsselkompetenzen des Denkens: erstens über schematische, kognitive Repräsentation. Sie können sich damit zum Beispiel vorstellen und wissen, dass ein Leopard auf Bäume klettern kann. Mit einer zweiten Schlüsselkompetenz können Menschenaffen nonverbale, kausale und intentionale Schlussfolgerungen ziehen. Ein bekanntes Experiment hierzu ist das Verstecken von Objekten hinter einer Sichtblende. Der Affe erwartet, es dort wiederzufinden. Wenn er sieht, wie es weggenommen und durch ein anderes ersetzt wird, erwartet er nicht, es hinter der Sichtblende wiederzufinden. Auch dass Menschenaffen die Ziele anderer Affen verstehen können, bedeutet kausale Schlussfolgerung. Als dritte Schlüsselkompetenz können Menschenaffen ihr Verhalten selbst beobachten, bzw. sie haben die Fähigkeit, das Ergebnis und auch die Elemente eines Entscheidungsprozesses zu überwachen. So wissen sie etwa, wenn sie keine zureichenden Informationen haben, eine sachadäquate Verhaltensentscheidung zu treffen. Diese erste Form, die individuelle Intentionalität und instrumentelle Rationalität, trifft laut Tomasello für nicht menschliche Menschenaffen für die Zeit nach der Abspaltung des heutigen Menschen vom Schimpansenvorfahren bis zu den Australopithecinen zu. Solche Wesen sind in erster Linie konkurrenzbetont. Das Denken geschieht immer im Dienst der Konkurrenz. Ohne Sprachfähigkeit können Menschenaffen die Welt kognitiv repräsentieren und scheinen in einem gewissen Sinn zu wissen, was sie tun, während sie es tun. Eine Diskontinuität in dem Sinn, dass nur Menschen denken können und zwar nur mittels der Sprache und dass Tiere nicht denken können, ist damit nicht mehr haltbar.
Als Bewertungskriterium, ob ein Tier denken kann, kann Evans’ Allgemeinheitsbedingung verwendet werden. Nach dieser Definition liegt Denken vor, wenn jedes potentielle Subjekt eines Gedankens mit verschiedenen Prädikaten kombiniert werden kann und ebenso jedes potentielle Prädikat mit verschiedenen Subjekten. Beides kann sprachlich und nicht-sprachlich erreicht werden. Ein Beispiel für ein gedachtes Subjekt mit verschiedenen Prädikaten ist die Vorstellung, dass ein Menschenaffe denkt, dass ein Leopard schnell rennen, auf einen Baum klettern sowie Affen jagen und fressen kann. Im zweiten Fall kann ein Affe wissen, dass Leoparden auf Bäume klettern können, aber ebenso Schlangen und kleine Affen. Nach diesem Kriterium, das nur die Repräsentationsfähigkeit adressiert, nicht aber die für Menschenaffen angeführte Fähigkeit zu Schlussfolgerungen und Reflexionen des eigenen Handelns verwendet, kann für Menschenaffen zumindest teilweise gelten, dass sie denken können.

#### Gemeinsame Intentionalität des Frühmenschen

Die Herstellung von Steinwerkzeugen in präzisen Einzelschritten (hier: Levalloistechnik) gelang frühen Menschen erst durch hohe Kooperation und verlangte bereits die Vererbung von gemeinsam erworbenem, kumuliertem Wissen.

Frühmenschen und Menschen haben eine zweite und dritte Stufe komplexerer Kognition entwickelt, die als geteilte Intentionalität zusammengefasst wird. Hierunter fallen die gemeinsame Intentionalität und die kollektive Intentionalität.
Bei gemeinsamer Intentionalität der Frühmenschen, die noch nicht über eine konventionelle Sprache verfügen, gibt es gemeinschaftliche Tätigkeiten, etwa Nahrungssuche, mit gemeinsamer Aufmerksamkeit und  gemeinsamen Zielen, eine Wir-Intentionalität, jedoch mit individuellen Rollen und Perspektiven. Die Kommunikation erfolgt über natürliche, ikonische Gesten des Zeigens. Die Frühmenschen wandeln die individuelle Intentionalität der Menschenaffen durch Kooperation in gemeinsame Intentionalität um. Die Kooperationspartner geraten dabei in wechselseitige Abhängigkeit. Das Überleben des Einzelnen hängt davon ab, wie der Kooperationspartner ihn beurteilt. Die Kommunikation ist stark ich-du bezogen und noch nicht in einer größeren, anonymen Gruppe bezogen. Ein Beteiligter hat ein Interesse daran, dem anderen dabei zu helfen, seine Rolle zu spielen. Dazu muss er ihn mit Informationen beliefern, die für ihn interessant sind. Die Schlussfolgerungen solchen Denkens sind jetzt nicht mehr individuell, sondern sozial rekursiv, d. h. die Intentionen des Partners werden wechselweise und wiederholt reflektiert.  Zu der hier geschilderten kooperativen Denkform sind Menschenaffen nicht in der Lage. Sie treffen keine gemeinsamen Entscheidungen und können sie folglich auch nicht gemeinsam reflektieren.

#### Kollektive Intentionalität des Menschen

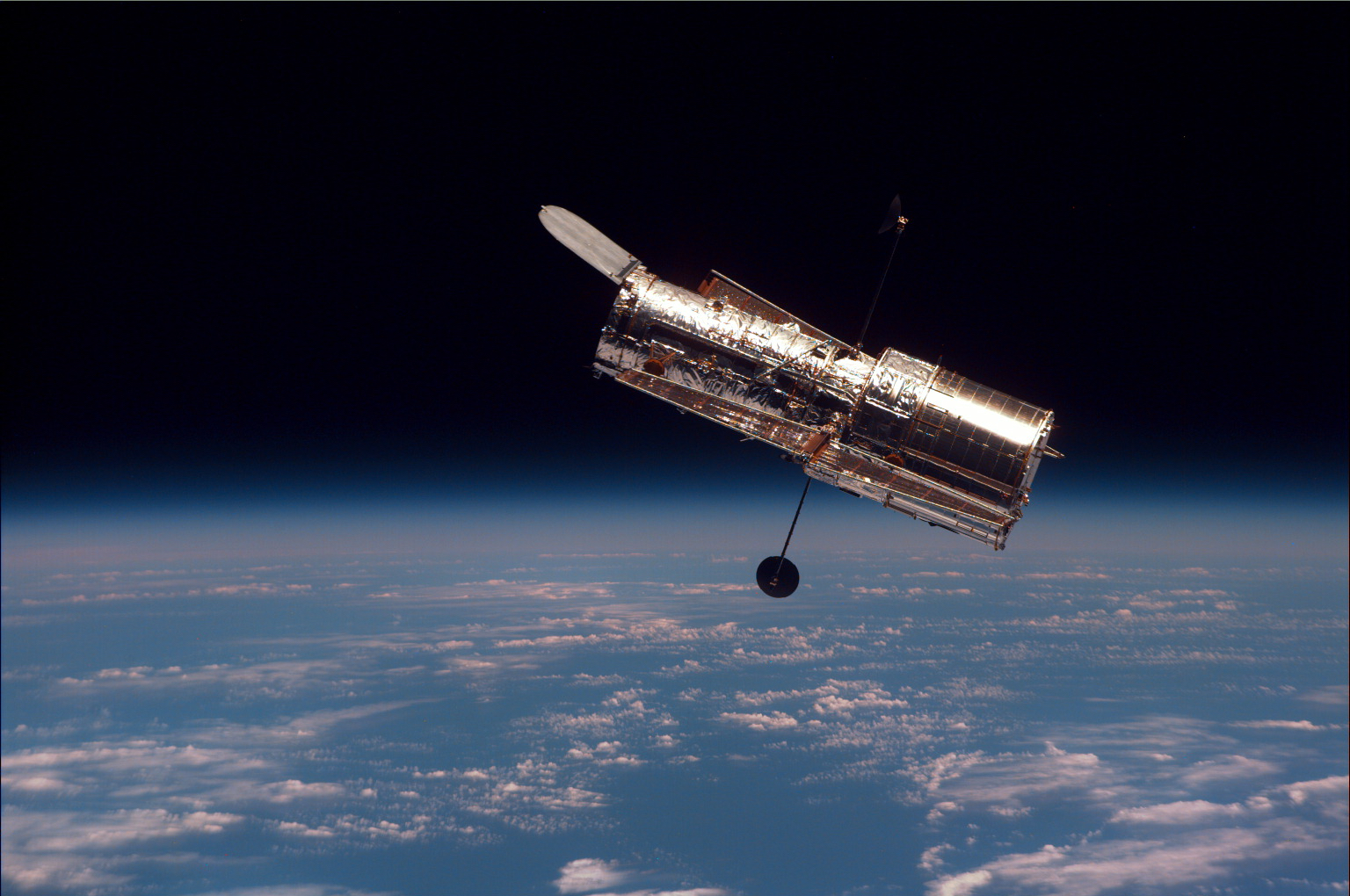
Planung, Entwicklung, Bau und Betrieb eines hochtechnischen Systems wie das Hubble-Teleskop sind dem Menschen evolutionär auf der Grundlage generationenübergreifender, kumulativer Wissensaneignung und Informationsweitergabe möglich. Tausende Menschen können an einem einzigen Projekt kooperativ beteiligt sein. Tiere können das in dieser Form nicht.

In der höchsten Stufe, der kollektiven Intentionalität, ist schließlich das kooperative Denken in der Form weiter evolviert, dass es in einer gruppenorientierten Kultur geschieht. Hier liegt die akkumulierte Weitergabe von Wissen und Fertigkeiten über Generationen hinweg vor. Menschenaffen kennen im Gegensatz zum Menschen nicht das Motiv, andere über Dinge zu informieren oder Informationen mit ihnen zu teilen. Dieses Motiv führt beim menschlichen Denken zum sogenannten Wagenheber-Effekt. Beim Wagenheber-Effekt bleiben erfolgreiche kulturelle Anpassungen an lokale Bedingungen generationenübergreifend erhalten, erfolglose Versuche sterben aus. Diese Art des Denkens kann in stabiler, kumulativer kultureller Evolution münden. Die modernen Menschen haben einen stärkeren Wagenhebereffekt (z. B. technische Evolution) als Frühmenschen und Menschenaffen.
Im Rahmen kollektiver Intentionalität und des soziokulturellen Denkens erstellt der Mensch mit Hilfe sprachfähigen Denkens objektive Normen für die Gruppe. Diese Normen können von jeder Einzelperson überdacht und begründet werden, um andere von ihnen zu überzeugen. Die Gruppe verschafft sich normative Konventionen und Maßstäbe und ist in der Lage, diese mit objektivierten Kriterien zu reflektieren. Geteilte Intentionalität wird als eine Key-Innovation oder ein Systemwechsel in der Evolution gesehen. In der kulturellen Evolution kann die Gruppe dann selbst zu einer Einheit der natürlichen Selektion werden (Gruppenselektion).
Als weitere evolutionäre Fähigkeit erscheint beim Menschen als einzigem Lebewesen ein ausgeprägt episodisches Gedächtnis, das ihm ermöglicht,  denkend Vergangenheit, Gegenwart und Zukunft klar zuzuordnen und zwischen diesen zu  unterscheiden. Wir können mentale Zeitreisen in beide Richtungen unternehmen, verbunden mit der Fähigkeit, verschachtelte mentale Szenarien zu entwerfen, also z. B. komplexe technische oder künstlerische Projekte zu planen und durchzuführen.

## Theorie des sozialen Gehirns

### Mentalisierung

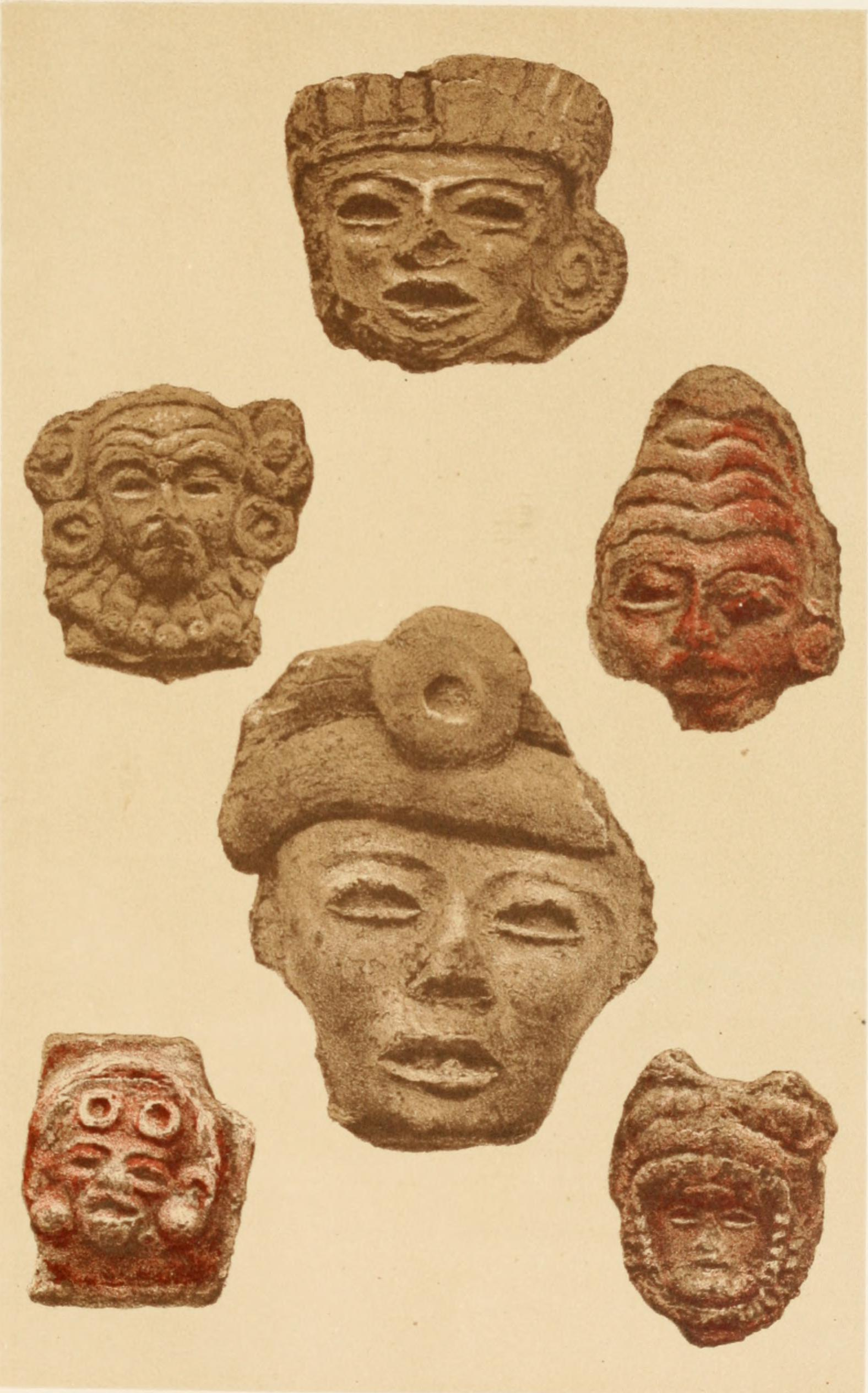
Darstellungen (hier aztekisch) von anderen, speziell nicht anwesenden Menschen zeugen von evolutionär hoher Denkleistung als Element des komplexen sozialen Lebens in größeren Gruppen. Artefakte tragen die Gedanken des Künstlers an andere Menschen in sich. Solche Darstellungen traten erst beim Homo sapiens auf.

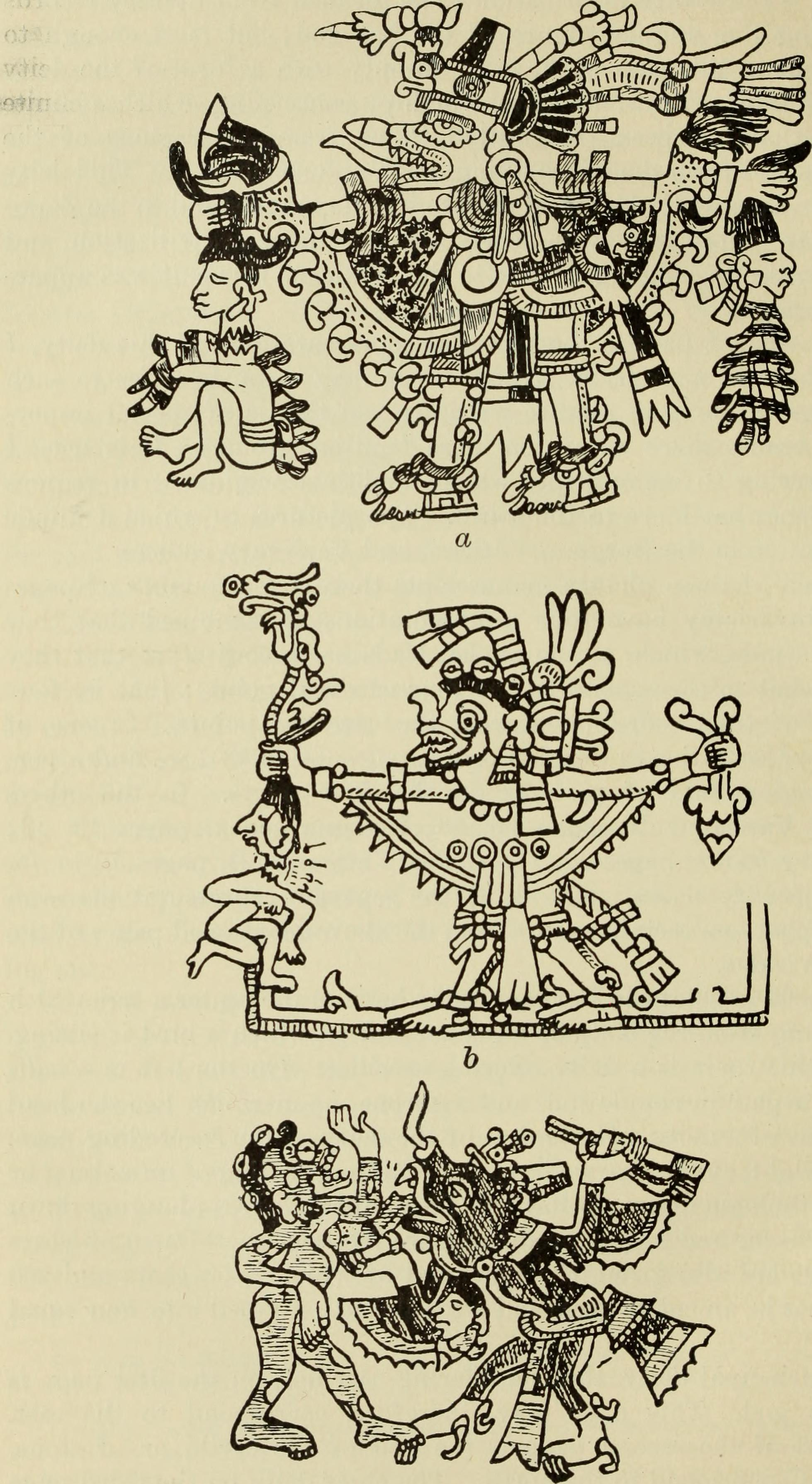
Komplexe mystische Erzählungen mit vielen Beteiligten wie auf dieser Maya-Abbildung mit Göttern, Tieren und Fantasiegestalten erfordern hohe Fähigkeiten der Mentalisierung. Erst auf ihrer Grundlage konnten Religionen zur Bewältigung sozialer Spannungen in zunehmend größeren Menschengruppen evolutionär entstehen.

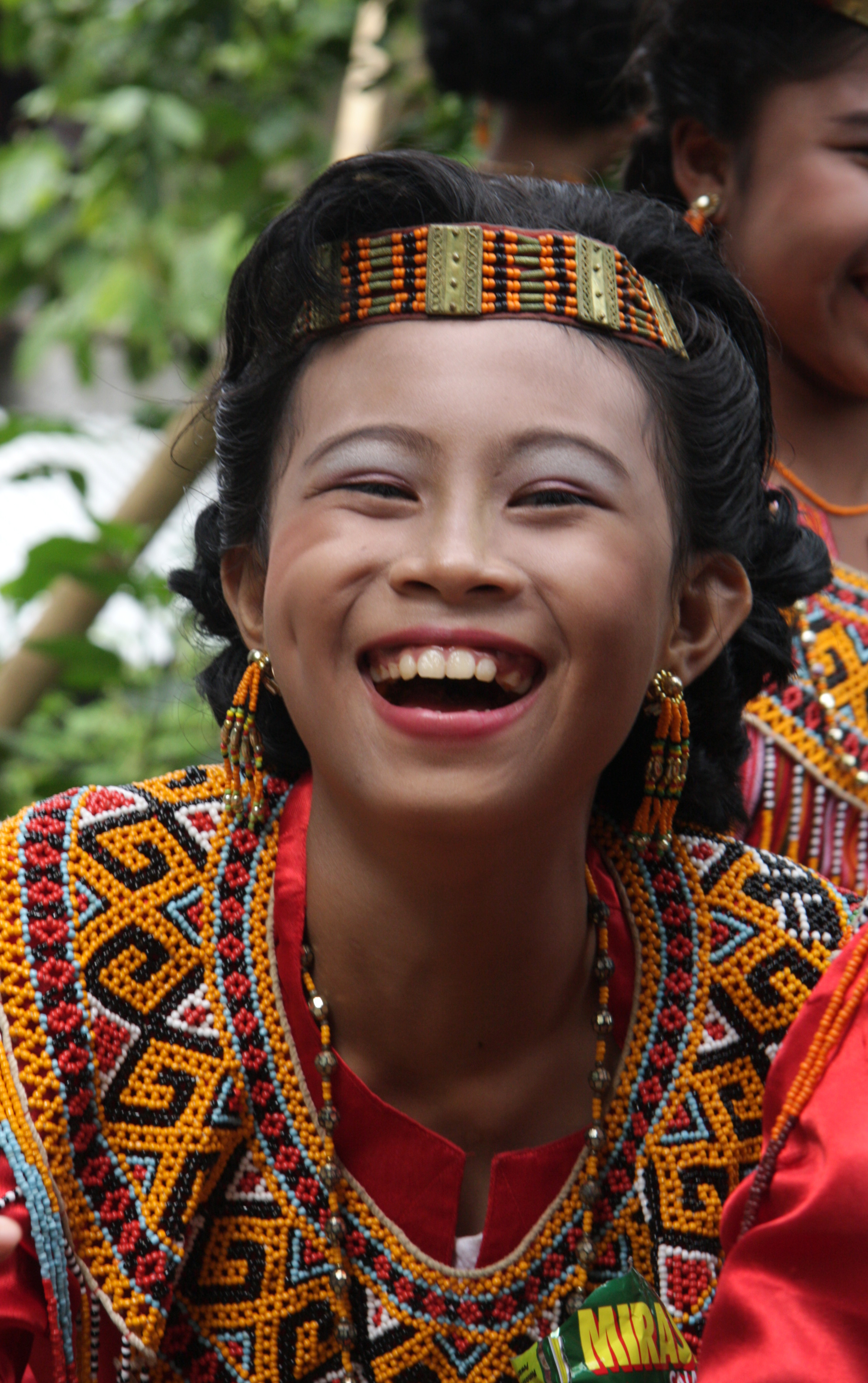
Lachen ist eine von mehreren mentalen Formen der Stressbewältigung in wachsenden Gruppengrößen im Verlauf der Menschheitsevolution

Die Theorie des sozialen Gehirns behauptet, die soziale Umgebung und Gruppengröße einer Art fördere die Evolution ihres Gehirns in Form zunehmender Gehirngröße und damit auch in der Form des Denkens. Es ist demnach nicht umgekehrt, dass das Gehirnwachstum zugenommen hat und in der Folge der Mensch evolutionär in größeren Gruppen leben und agieren konnte. Vielmehr führte klimabedingt verstärkter Selektionsdruck in den letzten 2 Millionen Jahren zum Zwang zunehmender Gruppengrößen mit evolutionären Vorteilen, wodurch wiederum größere Gehirne mit komplexerem Denkvermögen selektiert wurden. Die Gehirngröße ist somit ein Constraint für die Gruppengröße einer Art.
Die Änderung des Denkens, die nach dieser Theorie folgte, wird durch Mentalisierung wiedergegeben. Mentalisierung ist die Fähigkeit zu verstehen und zu vermuten, was ein anderer denkt bzw. die Fähigkeit zu erkennen, dass andere Artgenossen (andere) An- und Absichten haben können, und wie sie beschaffen sind. Dies wurde als Theory of Mind bezeichnet. Mentalisierung ist hier in erster Linie das kognitive Erkennen und Verstehen des Gemütszustandes und der kognitiven Inhalte – insbesondere der Absichten – des anderen, kann aber auch das Einfühlen in den anderen beinhalten, da dieses dem genannten Erkennen und Verstehen zugutekommt. Gamble, Gowlett und Dunbar schlagen sechs Ordnungen der „Intentionalität“ vor. Gehirngrößen werden durch lineare Regression durchschnittliche Gruppengrößen für mögliche Lebensweisen der Individuen zugeordnet. Die Dunbar-Zahl drückt aus, dass in der Evolutionsgeschichte des Menschen seit einer Gehirngröße von mehr als 900 cm³ 150 Individuen die durchschnittliche Gruppengröße bildeten, und zwar stabil über evolutionäre lange Zeit. Die Ordnungsstufen nach Gamble, Gowlett und Dunbar sind eines der Modelle darüber, wie sich das Denken evolutionär entwickelt haben könnte.

### Intentionalität erster Ordnung beim Schimpansen undArdipithecus
Mentalisierung der ersten Ordnung ist nach Gamble, Gowlett und Dunbar keine Theory of Mind, also kein geistiges Erkennen des anderen als anderer. Es trifft für Gehirngrößen kleiner als 400 cm³ und damit für Schimpansen oder den Ardipithecus ramidus und den Ardipithecus kadabba zu. Die Gruppengröße, in denen sich Denkleistungen solcher Individuen bewegen konnten, konnte 30 bis 50 Individuen nicht übersteigen. Das kommunikative Denken vollzieht sich hier in sozial einfacher Form.

### Intentionalität zweiter Ordnung bei den Australopithecinen
Intentionalität zweiter Ordnung ist nach Gamble, Gowlett und Dunbar das, was die Theory of Mind adressiert. Man kann sich klarmachen, dass ein anderer wie man selbst einen Geist hat und Dinge glaubt, an die man selbst glaubt. („Ich glaube etwas darüber, was du glaubst.“) Diese zweite Ordnung wird einer Gehirngröße von 400–900 cm³ zugeordnet, das trifft auf die Australopithecinen zu. Von ihnen wird angenommen, dass sie in Gruppen von 60 bis 100 Individuen leben konnten. Für die zweite Ordnung ist Selbstwahrnehmung erforderlich. Fakt ist, dass einige Tiere über Selbstwahrnehmung verfügen, darunter Schimpansen, Elefanten und Rabenvögel. Ob auf dieser Ordnungsebene auch Sprache eine notwendige Bedingung ist, ist Gegenstand der Diskussion. Archäologische Belege zu möglichen Gruppengrößen existieren jedoch nicht.

### Intentionalität dritter Ordnung bei den Frühmenschen
Die dritte Ordnung der Intentionalität nach Gamble, Gowlett und Dunbar drückt sich in dem Beispielsatz aus: „Du glaubst etwas darüber, was sie glaubt, aber ich glaube das nicht.“ Diese Form des Denkens wird Homininen zugesprochen, die über ein Gehirn mit mehr 900 cm³ verfügen, das sind der Homo habilis, Homo rudolfensis und Homo ergaster bzw. Homo erectus. Ab dieser Ordnung sind Gruppengrößen von 100 bis 150 möglich (Dunbar-Zahl). Belege für größere Gruppen existieren allerdings fast nur beim Homo sapiens. Symbolgebrauch und Sprache bahnen sich in dieser Ordnung an. Sprache ist aber sicher nicht mit heutigen Sprachen und deren Syntax und Semantik vergleichbar. Die zugehörige Kultur ist die Acheuléen-Kultur der Steinwerkzeuge. Faustkeile stellen bereits mentale Leistungen mit hohem Anspruch an kooperativem Gedankenaustausch zwischen mehreren Individuen dar. Informationen mussten weitergegeben werden.  Werkzeuge sind sozial bedingt. Die Denkleistungen sind eine selektive Folge des anspruchsvolleren, komplexeren sozialen Lebens.

### Intentionalität vierter Ordnung beim Neandertaler
Homo heidelbergensis, Neandertalern und andere Frühmenschen werden in ihrer Denkleistung von Gamble, Gowlett und Dunbar der vierten Ordnung zugesprochen. Das lässt sich wiederum aus der Gehirngröße schließen. Wenn sie eine Sprache hatten, kann es sich ebenfalls noch nicht um eine vollständige Sprache im heutigen Sinn gehandelt haben. Die Intentionalität vierter Ordnung hat eine erhebliche Beschränkung auf die Mentalisierung ausgeübt. Die Vorstellung einer ausgeprägt spirituellen, religiösen Welt ist auf dieser Ebene noch nicht möglich. Es sind Fälle bekannt, bei denen Neandertaler Verletzte versorgten und pflegten. Es sind Beispiele für Kooperation und zwischenmenschlicher Solidarität. Sie verlangen hohe Mentalisierungsfähigkeiten.

### Intentionalität fünfter und sechster Ordnung beimHomo sapiens
Eine fünfte und sechste Form ist nach Gamble, Gowlett und Dunbar nur dem anatomisch modernen Menschen (Homo sapiens) zu eigen. Komplizierte Mythen und Geschichten können hier ausgebildet werden. In ihnen kommen echte und imaginäre Welten mit echten und Fantasiegestalten vor. Hierzu gehören auch Religionen, die erst auf dieser Ebene erscheinen. Religionen sind Parallelwelten zum täglichen Leben. Neben der Vorstellung einer solchen Welt muss man mit anderen darüber sprechen können. Das setzt ein „ich“, ein „du“, mindestens eine dritte Person sowie einen oder mehrere Geister in der spirituellen Welt voraus. Komplexer Symbolgebrauch steht am oberen Ende der Ordnung. Der Mensch hat in dieser Mentalisierungsstufe gelernt, an andere Menschen zu denken, die physisch nicht präsent, sondern abwesend sind. Das kann auch Verstorbene betreffen, an die man denkt und die man bestattet. Ideen können von den Gedanken anderer geleitet sein. Abwesende Menschen spielen so eine Rolle im Sozialverhalten. Ebenso spielen Menschen symbolisch in Artefakten eine Rolle, in ihrer Form, ihrem Geschmack oder Geruch. Man spricht hier von dezentraler Kognition. Homininen mit solchen Denkfähigkeiten zur Mentalisierung hatten soziale Gefühle wie Schuld, Scham, Stolz, Mitleid. Sie sind nur möglich, wenn man Ansichten über die Ansichten anderer hat.
In höheren Mentalisierungsstufen entstanden nach der Theorie des sozialen Gehirns evolutionäre Gegenreaktionen, um die in größer werdenden Gruppen zunehmenden Stressbelastungen ausgleichen und aushalten zu können. Schimpansen sind noch in der Lage, die permanent hohen emotionalen Spannungen in der Gruppe mit gegenseitigem Kraulen (Grooming) zu bewältigen, was zu Endorphin-Ausschüttung führt. In höheren Mentalisierungsstufen mussten jedoch neue Stressabbaumethoden evolvieren, um den Zusammenhalt in der Gruppe dauerhaft gewährleisten zu können. Neben Religionen sind das auch Lachen und Musik, später auch Sport. Alle diese Verhaltensformen sorgen für Endorphinausschüttung und damit für den erforderlichen Stressabbau.

## Kritik
Thomas Nagel stellt die einheitliche Erklärung eines physikalischen Weltbildes, das die Evolutionstheorie einschließt, und einer Erklärung des Geistes in Frage. Das Auftauchen des Geistes, des Bewusstseins und der Vernunft ist ungeklärt. Das gilt nicht ausschließlich für die Evolution des Menschen. Bewusstsein hat laut Nagel einen irreduzibel subjektiven Charakter. Das Programm, das unser heutiges, wissenschaftliches Weltbild prägt, nennt er reduktionistisch. Es erklärt „die mentale Beschaffenheit komplexer Organismen gänzlich unter dem Gesichtspunkt der Eigenschaften ihrer elementaren Bestandteile“. Das Mentale kann in dieser Weltanschauung nicht auf das Physische reduziert werden, das heißt, die mentalen Bestandteile, aus denen wir zusammengesetzt sind, sind nicht bloß physisch. Nagel betont, dass ein Weltbild, das diese Unvereinbarkeit auflösen und erklären kann, einen radikalen Wandel darstellen muss. Prinzipien der Selbstorganisation reichen laut Nagel für die Erklärung des Verstands bei weitem nicht aus. Vielmehr ist Bewusstsein etwas vollständig Neues, das die Evolutionstheorie nicht erklärt.
Während Nagel die Entstehung von Geist in der Evolution als unbeantwortet sieht, werden evolutionäre Anpassungen einer schon bestehenden mentalen Welt, wie sie im Konzept der geteilten Intentionalität oder in der Theorie des sozialen Gehirns beschrieben werden, nicht zwingend durch Nagel adressiert. Derartige Evolution ist durch epigenetische Vererbung mit Imitation und Lernen möglich. Die Ursprünge und Konsistenz solcher Anpassungen mit der Physik sind allerdings nach Nagel aus Sicht des heutigen wissenschaftlichen Erkenntnisstands ein Rätsel.

## Gehirn und Kognition der Vögel

### Konvergente Evolution des Vogelgehirns
Dem Gehirn der Vögel wurden durch den vergleichenden Anatomen Ludwig Edinger Anfang des 20. Jahrhunderts weitestgehend niedere Funktionen zugesprochen. Da dem Vogelgehirn eine Schichtung und Furchung, wie sie beim Wirbeltiergehirn vorliegt, fehlt, wurden höhere kognitive Leistungen als prinzipiell nicht möglich betrachtet. Die einhundert Jahre lang herrschende Meinung war: Vögel haben keinen Cortex, deshalb können sie nicht denken.
Neuere Erkenntnisse in die Struktur des Vogelgehirns und eine Vielzahl von Studien über kognitive Fähigkeiten von Vögeln führten seit Beginn des neuen Jahrtausends zu einem revidierten Bild sowohl über ihren Gehirnaufbau als auch über die Gedankenleistungen von Vögeln. Die beschriebenen Fähigkeiten waren zuvor nur bei Menschen und Primaten für möglich gehalten worden.
Das Vogelgehirn ist bezüglich der Neuronen dichter gepackt als das menschliche Gehirn. Dies wird mit als Begründung angeführt, dass auf dem Raum von weniger als zehn Gramm hohe kognitiven Leistungen erbracht werden können.
Die Evolution des Vorderhirns sowie kognitive Leistungen von Vögeln und anderen Wirbeltieren vollzog sich seit etwa 300 Millionen Jahren konvergent, also unabhängig. Auf Grund dieses langen Zeitraums unterscheiden sich die Gehirnstrukturen deutlich. Nach der Festlegung von 2004 ist der überwiegende Teil des Vorderhirns der Vögel nicht das Striatum, wie ursprünglich gedacht, sondern das Pallium (Hirnrinde). Dort entspricht dem Neocortex der Wirbeltiere das Nidopallium caudolaterale. Es hat vergleichbare allometrische Größenverhältnisse wie der Neocortex und weist eine ähnliche Zellarchitektur auf.

#### Entwicklungsursachen
Laut einer Studie war eine verlängerte Elternschaft und Kindheitsphase von zentraler Bedeutung für die Evolution fortgeschrittener Kognition bei Rabenvögeln und hat tiefgreifende Konsequenzen für das Lernen und die Intelligenz. Auf evolutionären Zeitspannen führt die längere Entwicklungszeit – inklusive stetiger Lernmöglichkeiten, Sicherheit und Zugang zu Rollenbildern – zu, im Vergleich zu anderen Vogelarten, erweiterten kognitiven Fähigkeiten.

### Ausgewählte Denkleistungen von Vögeln
Zu den Leistungen, die Vögel auf der skizzierten Grundlage erbringen können, gehören solche von Rabenvögeln, Tauben, Papageienvögeln und anderen.
Unter den Rabenvögeln, insbesondere bei den neukaledonischen Krähen, wurden außerordentliche Fähigkeiten beim Herstellen und Verwenden einer Vielzahl von Werkzeugen beobachtet. Sie können u. a. Drähte in funktionelle Werkzeuge umformen oder stellen aus einem Werkzeug ein weiteres her. Sie lösen komplexe Aufgaben, die kausale und analoge Gedankengänge erfordern. Diese Leistungen kommen denen von Affen gleich. Unter den Rabenvögeln kann die Elster sich im Spiegel selbst erkennen (Spiegeltest) und zeigt Verständnis für Objektpermanenz, ähnlich wie der Mensch. Andere Rabenvögel wie der Blauhäher verfügen über ein episodisches Gedächtnis. Raben und Krähen demonstrieren ein Verhalten, das der Theory of Mind ähnelt. Dabei zeigen sie hoch entwickelte Fähigkeiten für kausales Denken im Zusammenhang mit dem Gebrauch von Werkzeugen. Tauben können sich bis zu 725 verschiedene visuelle Muster merken oder reihen Muster, indem sie transitive inferente Logik nutzen. Weiterhin scheinen Rabenvögel ein Wahrnehmungsbewusstsein zu haben.
Zusammengefasst konnte ein hoch entwickeltes Repertoire an kognitiven Fähigkeiten wie selektive und anhaltende Aufmerksamkeit, Kategorisierung, episodisches Gedächtnis, räumliche und soziale Kognition, Werkzeuggebrauch, Problemlösungen und Selbsterkennung vor allem durch unterschiedliches Größenwachstum der Strukturen des Vorderhirns konvergent, also unabhängig ohne einen gemeinsamen Vorfahren evolvieren.

## Gedächtnisleistung und Lernfähigkeit der Bienen

### Das Bienengehirn in der Evolution
Eusoziale Bienen gehören unter den Insekten zu den am höchsten entwickelten Arten. Das gilt für ihre sensorischen und motorischen Fähigkeiten, ihre Intelligenz in der sozialen Organisation sowie für ihr Lernvermögen. Auch verfügen Bienen über ein einfaches, auf Aufmerksamkeitsreizen basierendes Kommunikationssystem und können sich sogar mit einem Symbolsystem verständigen. In der Linie der Wirbellosen (Urmünder) hat das Bienengehirn damit eine vergleichbar einzigartig hoch entwickelte Form, Struktur und Fähigkeiten erreicht wie das der Menschen in der Linie der Wirbeltiere (Neumünder). In beiden Linien verfügen alle Arten (bis auf Schwämme) über ein Zentralgehirn und dort über dasselbe Prinzip der Informationsvermittlung mittels Neuronen und Synapsen. Die geringe absolute Größe des Bienengehirns von etwa einem Kubikmillimeter und einem Gewicht von 1 mg ist kein Grund dafür, dass die genannten Leistungen nicht erreicht werden können, da unter anderem die Neuronen im Bienengehirn dichter gepackt sowie die Leitungswege kürzer sind und damit die Übertragungsgeschwindigkeit zwischen ihnen schneller ist.
Eusoziale Bienenweibchen haben unter den Insekten das größte Gehirn bezogen auf das Körpergewicht. Das Gehirn der Bienenweibchen muss größer sein als das der Männchen und auch als das der Königin, da es deutlich mehr leistet. Der Pilzkörper, das im Vergleich zum Neocortex der Wirbeltiere analoge Gehirnteil, ist bei ihnen besonders groß und zusätzlich strukturiert, während er bei Fliegen, Heuschrecken und vielen anderen Insekten nur wenig ausgeprägt ist. Bei Honigbienen enthält der Pilzkörper ein Drittel ihrer Neuronen, das ist signifikant mehr als bei solitären Bienen.

### Farbgedächtnis
Die Fähigkeit von Bienen, Informationen über Farben-bezogene Belohnungen über eine Periode von mehreren Tagen zu behalten, nachdem sie nur kurze Zeit einem farbigen Hintergrund ausgesetzt waren, weist auf ein gut entwickeltes Farbgedächtnis hin. Die Blütenstetigkeit der Bienen verlangt ein Langzeitgedächtnis.

### Duftkarte
Bienen sind lernfähig: Wie mit bildgebenden Verfahren (Calcium-Imaging) nachgewiesen wurde, verfügen sie über eine Duftkarte im Gehirn. Die Duftkarte erlaubt den Bienen räumliches Riechen in der Blüte zur schnellen exakten Auffindung des Nektars, aber auch für die Duftorientierung im Stamm. Sie können nicht nur eine Vielzahl von Düften identifizieren, sondern auch neue Düfte erlernen und sich zuverlässig daran erinnern. Die Lernfähigkeit neuer, nur in einem einzigen Kohlenstoff unterschiedlicher sowie auch für sie fremder Düfte wie etwa ungeliebter Fettsäuren, spricht gegen eine genetisch vorprogrammierte Duftidentifizierung, wie sie etwa für Drosophila in Verbindung mit Pheromonen gefunden wurde. Für die Gedächtnisleistungen der Bienen ist nicht nur das Protocerebrum zuständig, das reflexartige Verhaltensreaktionen auf Düfte steuert, sondern zusätzlich der Antennenlobus und der Pilzkörper. Ersterer ist das evolutionäre Äquivalent zum Riechkolben, letzterer zur Großhirnrinde (Cortex) der Wirbeltiere und damit auch des Menschen. Dass Duftinformationen ebenso wie Informationen des Seh- und Tastzentrums immer an den für höhere Aufgaben zuständigen Pilzkörper weitergeleitet werden, ist ein Hinweis darauf, dass ihre Weiterverarbeitung komplexer Natur und nicht allein genetisch fixiert ist.

### Lernen zweiter Ordnung
Bienen können einen Duft erlernen, ohne für ihn direkt belohnt zu werden. Das geschieht auf dem Weg, dass eine Biene z. B. für einen Rosenduft belohnt wird. In der Folge wird ihr unmittelbar vor dem Rosenduft ein anderer Duft zugeführt, etwa ein Nelkenduft, für den sie nicht belohnt wird. Sie erlernt auf diese Weise den Nelkenduft (Konditionierung höherer Ordnung). Derselbe Lerneffekt spielt beim Menschen eine große Rolle.

### Kontextuelles Lernen
Bienen können kontextuell lernen. Das heißt, sie erlernen, dass sie nur bei einer bestimmten Farbe und einem bestimmten Duft belohnt werden. Der Kontext schaltet die Aufmerksamkeit ein, die im Verhalten und in den Neuronen je nach Kontext nach ein bis 3 Tagen zu einer erhöhten Reaktion führt. Der Pilzkörper erhält ein genaues Bild davon, was unter welchen Umständen gelernt wurde.

### Symbolisches Erkennen, Entfernungsmessung, „quasi-episodisches“ Gedächtnis
Bienen konnten darüber hinaus symbolische Abbildungen (symmetrische und asymmetrische Figuren) erkennen, wenn sie dafür belohnt werden. Das bedeutet, sie können Kategorien unterscheiden und das Wissen darüber in ihr Verhalten einbauen. Ferner können sie Gesichtsmuster erkennen und beobachtend erkundend lernen (exploratives Verhalten), ohne dass sie belohnt werden. Bei der räumlichen Orientierung verfügen Bienen über eine relative und absolute Entfernungsmessung und besitzen eine kognitive Karte ihrer Umgebung, mit der sie ein Netz von Landmarken in ihrem geometrischen Bezug speichern können. Letztlich kann aus den hierfür gemachten und weiteren Versuchen angenommen werden, dass Bienen über ein tierisches Äquivalent zu einem episodischen, einem sogenannten „quasi-episodischen“ Gedächtnis für ein „Was-wann-wo?“ verfügen. Damit sind sie in der Lage, sich zu merken, wann und wo sie zu einer bestimmten Tageszeit an einer bestimmten Futterstelle und zu einer anderen Tageszeit an einer anderen Stelle belohnt werden. Zusammenfassend treffen Bienen Entscheidungen auf Grundlage der erwarteten Folgen ihres Verhaltens. Derart individuelles Verhalten passt nicht in ein mechanistisches Schema. Menzel bezeichnet es daher als Nachdenken und Intelligenz.

### Tanzkommunikation
Von Vorfahren der modernen Honigbienen sind bereits tänzerische Kommunikationsformen bekannt. Über den Schwänzeltanz wird angenommen, dass er evolviert ist, um eher Informationen über neue Nistplätze zu vermitteln als solche über Nahrungsplätze. Bei den Honigbienen erreichte der Tanz eine hoch entwickelte Form. Die Informationen, die übertragen werden, betreffen: Verfügbarkeit, Art, Qualität, Entfernung und möglicherweise auch den Ort von Nahrung. Das Vokabular der Tanzkommunikation ist sehr eng, genetisch vorgegeben und nicht kombinierbar. Sprachsyntax und Semantik sind nach Menzel nicht gegeben, so dass hier bei der Übermittlung und beim Empfang nicht zwingend von Denken gesprochen werden kann.

### Individuelles Denken der Bienen versus soziobiologische Sicht
Individuelles Denkvermögen von Bienen und anderen Tieren wird von Soziobiologen und Social-brain-Vertretern zwangsläufig als abwegig gesehen. Soziobiologen wie Edward O. Wilson oder Thomas D. Seeley sehen die Intelligenz der Bienen auf der Schwarmebene evolviert (Schwarmintelligenz). Sie suchen sie nicht auf der Individualebene. Ähnlich sehen Soziale Evolutionsbiologen wie Robin Dunbar Bienen in ihrem Verhalten gänzlich genetisch programmiert. Ein individuelles Bienen-Verhalten in einem Volk mit mehreren Zehntausend Individuen würde nicht mit der Dunbar-Zahl erklärt werden und auch nicht mit ihr und der Theorie des sozialen Gehirns überein gebracht werden können.

## Konvergente Gehirnevolution und Kognition beim Oktopus
Die zum Stamm der Weichtiere und zur Familie der Kraken zählenden Oktopusse entstanden in einem zum Wirbeltier konvergenten, also unabhängigen Evolutionsprozess. Das Ergebnis einer evolutionär sehr frühen Abspaltung der Linien und daher einer langen unterschiedlichen Gehirnentwicklung zeigt dennoch beim Gemeinen Kraken (Octopus vulgaris) eine dem evolutionär sehr alten Wirbeltier-Hippocampus ähnliche neuronale Netzwerkorganisation und aktivitätsabhängige, synaptische Plastizität. Diese nicht analoge Ähnlichkeit ist in beiden Linien fundamental für das Lernen.
Oktopusse können Muschelschalen mit mehreren Methoden öffnen. In vielen Tests wenden sie keine festen Regeln an, sondern lernen situationsbezogen. Sie können visuell und taktil Objekte differenzieren und räumlich lernen. Sie zeigen ausgeklügelte und außerordentliche Fähigkeiten, ihr Verhaltensrepertoire an die herrschende Umwelt und an wechselnde Bedingungen anzupassen. Nach Vorliegen mehrerer hundert Studien zum Verhalten von Oktopussen wird geschlossen, dass sie über ein Grundkonzept verfügen, und zwar sowohl für die Beurteilung komplexer sensorischer Informationen als auch bei der Wahl des motorischen Outputs, also der entsprechenden Aktivität. Sie verfügen somit über ein Primärbewusstsein.

## Weiterführende Literatur
Allgemein
- Rainer Harf, Thomas Witte: Wie das Denken in die Welt kam. In: Wie Tiere denken. (= GEOkompakt. Nr. 33). Gruner+Jahr, 2012, ISBN 978-3-652-00240-0, S. 32–43.
- Andreas Jahn (Hrsg.): Wie das Denken erwachte. Die Evolution des menschlichen Geistes. Spektrum des Wissenschaft Verlagsgesellschaft, 2012, ISBN 978-3-7945-2869-1.
- Eric Kandel: Auf der Suche nach dem Gedächtnis. Die Entstehung einer neuen Wissenschaft des Geistes. Siedler, München 2006, ISBN 3-88680-842-4.
- Konrad Lorenz, Franz Wuketits (Hrsg.): Die Evolution des Denkens. 12 Beiträge. Piper 1983, ISBN 3-492-02793-8.
- Eryomin A.L. Biophysics of Evolution of Intellectual Systems // Biophysics, 2022, Vol. 67, No. 2, pp. 320–326.

Mensch und Primaten
- U. Kühnen: Tierisch kultiviert. Menschliches Verhalten zwischen Kultur und Evolution. Springer Spektrum, 2015, ISBN 978-3-662-45365-0.
- Richard W. Byrne: The Thinking Ape: Evolutionary origins of intelligence Oxford University Press, Oxford, England 1995, ISBN 0-19-852188-X.
- John Eccles: Evolution of Consciousness. In: Proceedings of the National Academy of Science, USA 89. 1992, S. 7320–7324.
- Gerd Gigerenzer: Simply Rational: Decision Making in the Real World (Evolution and Cognition). Oxford University Press, 2015.
- Stanley I. Greenspan, Stuart Shanker: The First Idea: How symbols, language, and intelligence evolved from our early primate ancestors to modern humans. Da Capo Press, Cambridge, Mass. 2004, ISBN 0-7382-0680-6.
- Cecilia Heyes, Ludwig Huber (Hrsg.): The Evolution of Cognition. Vienna Series in Theoretical Biology. MIT Press, 2000, ISBN 0-262-52696-4.
- C. Heyes: New thinking: the evolution of human cognition. In: Philosophical transactions of the Royal Society of London. Series B, Biological sciences. Band 367, Nummer 1599, August 2012, S. 2091–2096, doi:10.1098/rstb.2012.0111. PMID 22734052, PMC 3385676 (freier Volltext).
- Ludwig Huber, Anna Wilkinson: Evolution of cognition: A comparative approach. In: Friedrich G. Barth, Patrizia Giampieri-Deutsch, Hans-Dieter Klein: Sensory Perception. Springer 2012, ISBN 978-3-211-99750-5.
- Seymour W. Itzkoff: The Form of Man: The evolutionary origins of human intelligence. Paideia Publishers, Ashfield, Mass. 1983, ISBN 0-913993-00-X.
- S. M. Reader, Y. Hager, K. N. Laland: The evolution of primate general and cultural intelligence. In: Philosophical Transactions of the Royal Society B: Biological Sciences. 366 (1567), 2011, S. 1017–1027. doi:10.1098/rstb.2010.0342
- Donald Merlin: Origins of the Modern Mind: Three Stages in the Evolution of Culture and Cognition. Harvard University Press, 1991.
- Donald Merlin: Triumph des Bewusstseins: Die Evolution des menschlichen Geistes. Klett-Cotta, 2008, ISBN 978-3-608-94487-7.
- Gerhard Roth, Ursula Dicke: Evolution of the brain and intelligence. In: TRENDS in Cognitive Sciences. Vol. 9, No. 5, Mai 2005, S. 250–257.
- S. J. Shettleworth: Cognition, Evolution and Behavior. Oxford Press, New York 2010, ISBN 978-0-19-531984-2.
- Randolph Nesse, Alan Lloyd: The Evolution of Psychodynamic Mechanisms. In: Jerome Barkow u. a. (Hrsg.): The Adapted Mind. Oxford: Oxford University Press, 1992.
- John R Skoyles, Dorion Sagan: Up from Dragons: The evolution of human intelligence. McGraw-Hill, New York 2002, ISBN 0-07-137825-1.
- Bill Thompson, Simon Kirby, Kenny Smith: Culture shapes the evolution of cognition. In: Proceedings of the National Academy of Sciences. 113, 2016, S. 4530–4535, doi:10.1073/pnas.1523631113.
- Phillip V. Tobias: The Brain in Hominid Evolution. Columbia University Press, New York 1971, ISBN 0-231-03518-7.
- Luca Tommasi, Mary A. Peterson, Lynn Nadel (Hrsg.): Evolutionary and Developmental Perspectives on Mind, Brain, and Behavior. MIT Press, 2009. (pdf)

Tiere allgemein
- Joseph Vitti: The Distribution and Evolution of Animal Consciousness. Bachelor-Arbeit. Harvard University, 2010.
- Clive D. L. Wynne, Monique A. R. Udell: Animal Cognition: Evolution, Behavior and Cognition. 2. Auflage. Palgrave Macmillan, 2013, ISBN 978-0-230-29423-3.

Vögel
- David Edelman, Bernard Baars, Anil Seth: Identifying Hallmarks of Consciousness in Non-Mammalian Species. In: Consciousness and Cognition. 14, 2005, S. 169–187.
- Binyamin Hochner, Tal Shomrat, Graziano Fiorito: The Octopus: A Model for a Comparative Analysis of the Evolution of Learning and Memory Mechanisms. In: The Biological Bulletin. 210, 2006, S. 308–317.
- Erich Jarvis u. a.: Avian Brains and a New Understanding of Vertebrate Brain Evolution. In: Nature Reviews Neuroscience. 6, 2005, S. 151–159.
- Niels C. Rattenborg, Dolores Martinez-Gonzalez, John A. Lesku: Avian sleep homeostasis: Convergent evolution of complex brains, cognition and sleep functions in mammals and birds. Review. In: Neuroscience & Biobehavioral Reviews. Vol. 33, Issue 3, März 2009, S. 253–270.

Kraken
- David Edelman, Bernard Baars, Anil Seth: Identifying Hallmarks of Consciousness in Non-Mammalian Species. In: Consciousness and Cognition. 14, 2005, S. 169–187.
- Lauren Hvorecny, Jessica Grudowski, Carrie Blakeslee, Tiffany Simmons, Paula Roy, Jennifer Brooks, Rachel Hanner, Marie Beigel, Miranda Karson, Rachel Nichols, Johanna Holm, Jean Boal: Octopuses and Cuttlefishes Can Conditionally Discriminate. In: Animal Cognition. 10(4), 2007, S. 449–459.
- N. S. Sutherland: Theories of Shape Discrimination in Octopus. In: Nature. 186, 1960, S. 840–844.